# Brasear
Brasear ou estufar é uma técnica de culinária. É uma combinação de cocção, com calor úmido e calor seco. Entre os pratos clássicos que usam o procedimento citamos o Coq Au Vin, Ossobuco, costela. Cocção com panela de pressão ou equipamentos para ocção lenta são formas de brasear.